# Beignet d'oignon
 (janvier 2014).
Si vous disposez d'ouvrages ou d'articles de référence ou si vous connaissez des sites web de qualité traitant du thème abordé ici, merci de compléter l'article en donnant les références utiles à sa vérifiabilité et en les liant à la section « Notes et références ».
Le beignet d'oignon est un mets frit à base de rondelles d'oignon et de pâte à beignet. Il est de consommation courante aux États-Unis, Canada, Royaume-Uni, Irlande, Australie et dans certaines régions d'Asie.
Appelé onion ring dans les pays anglo-saxons (en français « rondelle d'oignon ») ou bhajji aux oignons en Inde, il existe sous la forme de nombreuses recettes différentes selon les pays.
Le 22 juin est la fête de l'onion ring aux USA.